# Xenotettix albicans
Xenotettix albicans är en insektsart som beskrevs av Miller, N.C.E. 1932. Xenotettix albicans ingår i släktet Xenotettix och familjen gräshoppor. Inga underarter finns listade i Catalogue of Life.